# Alfonso XIII (stacja metra)
Alfonso XIII – stacja metra w Madrycie, na linii 4. Znajduje się w dzielnicy Chamartín, w Madrycie i zlokalizowana jest pomiędzy stacjami Avenida de la Paz i Prosperidad. Została otwarta 26 marca 1973.